# ماري تيوبيستا موكاروبيبي
ماري تيوبيستا موكاروبيبي (بالفرنسية: Marie Theopista Mukarubibi)‏ هي راهبة كاثوليكية رواندية حوكمت لإتهامها بالمشاركة في الإبادة الجماعية التي جرت عام 1994 في رواندا حيث كانت تهمتها بالضلوع بالتصفية العرقية في مساعدة مسلحي الهوتو على قتل التوتسي في مستشفى التي كانت تعمل بها وحوكمت عن تلك الجرائم بالسجن لمدة ثلاثون عاما من قبل المحاكم الشعبية الرواندية المعروفة بمحاكم غاشاشا. ادعية عليها بأنها كانت تنتزع أنابيب المصل من المرضى التوتسي ووتحجب عنهم الطعام ومن بينهم أطفال ونساء حوامل حيث كانت تعمل في مستشفى جامعة رواندا. كما اتهمت أيضا بأنها قادت عناصر من مليشيات الهوتو إلى الأماكن التي كان كان يختبئ بها مئات التوتسي في المستشفى الذي كانت تعمل به.